# Temù
Temù là một đô thị trong tỉnh tỉnh Brescia thuộc vùng Lombardia, Ý. Đô thị này có 42 diện tích km², dân số 1010 người. Các đơn vị dân cư trực thuộc là: Pontagna, Villa Dalegno, Plazza, Le Canù.
Các đô thị giáp ranh gồm: Edolo, Ponte di Legno, Vezza d'Oglio, Vione